# Thesaurica argentifera
Thesaurica argentifera là một loài bướm đêm trong họ Crambidae.